# Sistema Pitot-estático
Um Sistema Pitot-estático é um sistema de instrumentos sensíveis à pressão que são comumente utilizados na aviação para determinar a velocidade, Número Mach, Altitude e Razão de subida de uma aeronave. Um sistema Pitot-estático normalmente consiste de um Tubo de Pitot, uma tomada estática e os instrumentos Pitot-estáticos. Outros instrumentos que podem estar conectados ao sistema são: computador de dados de voo, caixas pretas, controlador de pressurização da cabine e vários botões relacionados à velocidade. Erros na leitura de um sistema Pitot-estático podem ser extremamente perigosos, uma vez que a informação obtida do sistema, tal como a altitude, é uma informação crítica de segurança. Vários desastres aéreos com aviões comerciais ocorreram por uma falha neste sistema.

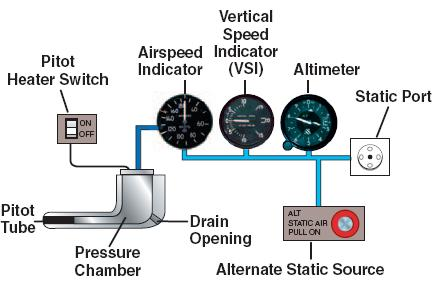
Diagrama de um sistema Pitot-estático, incluindo o Tubo de Pitot, os instrumentos e uma tomada estática

## Pressão Pitot-estática

Exexmplos de um Tubo de Pitot, Tubo estático, e um Tubo Pitot-estático

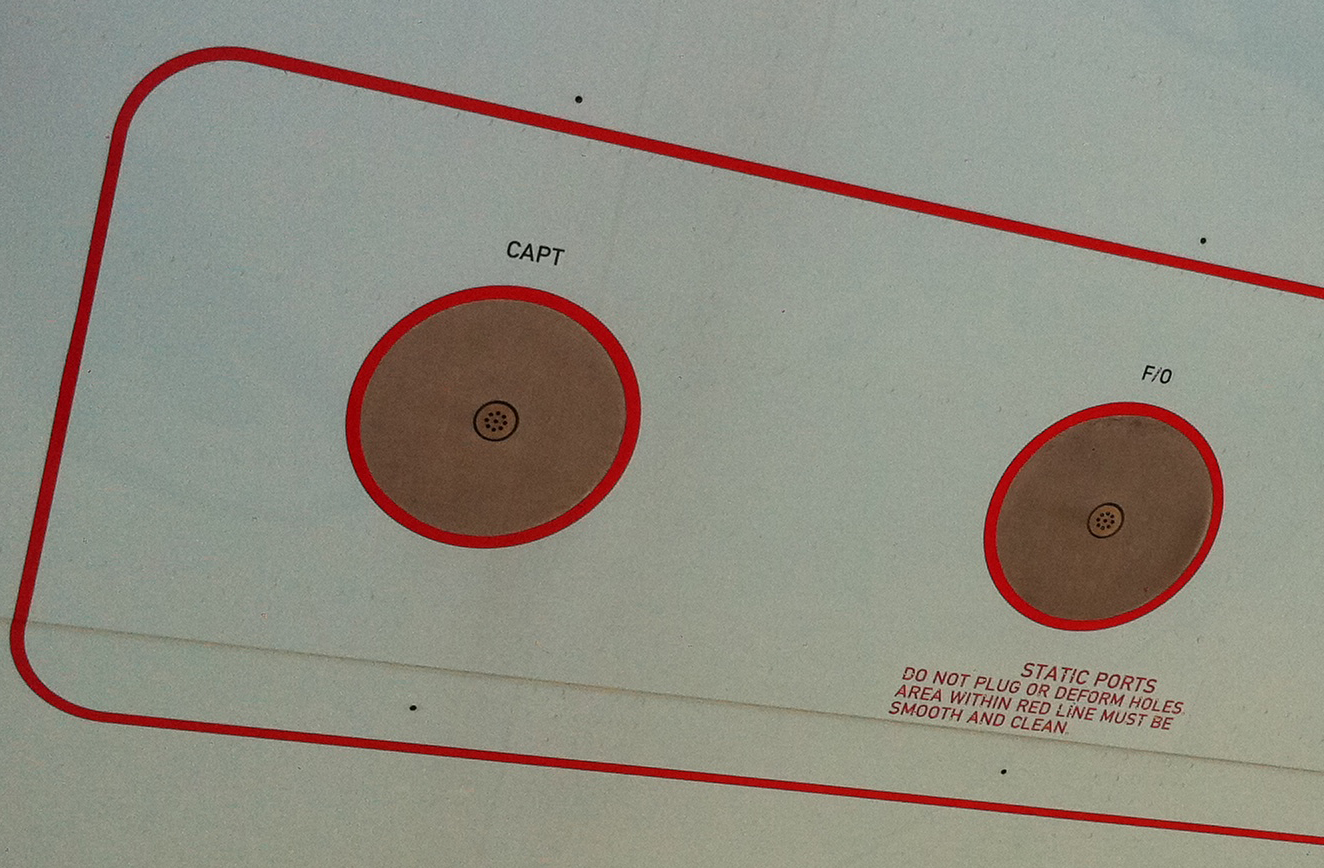
Tomadas estáticas em um avião comercial Airbus A330

O sistema de instrumentos Pitot Estático utiliza o princípio do gradiente de pressão. Ele funciona ao medir a pressão, ou a diferença de pressão, utilizando estes valores para medir a velocidade e altitude. Estas pressões podem ser medidas tanto de uma tomada estática (pressão estática) como de um Tubo de Pitot (pressão de Pitot). A pressão estática é utilizada em todas as medidas, enquanto que a pressão de Pitot é usada apenas para determinar a velocidade.

### Pressão de Pitot
A pressão de pitot é obtida através do Tubo de Pitot. A pressão de Pitot é uma medida da pressão do ar de impacto (a pressão de ar criada pelo movimento de um veículo ou do ar impactando no tubo), a qual, em condições ideais é igual à pressão de estagnação, chamada também de pressão total. O tubo de Pitot é comumente localizado na asa ou na seção dianteira de uma aeronave, virado para a frente, onde sua abertura é exposta ao vento relativo. Ao colocar o tubo de pitot em tal posição, o ar de impacto é medido com maior acurácia, uma vez que é menos distorcido pela estrutura da aeronave. Quando a velocidade aumenta, a pressão do ar de impacto aumenta, o que pode ser convertido em um velocímetro.

### Pressão estática
A pressão estática é obtida através de uma tomada estática. A tomada estática é normalmente um buraco na fuselagem de uma aeronave, e é localizada onde pode acessar o fluxo de ar em uma área relativamente calma. Algumas aeronaves podem ter uma única tomada estática, enquanto outras podem ter mais que uma. Em situações nas quais uma aeronave tenha mais de uma tomada, normalmente uma fica instalado em cada lado da fuselagem. Posicionados desta forma, uma pressão média pode ser obtida, o que permite leituras mais precisas em situações específicas do voo. Uma tomada estática alternativa pode ser localizada dentro da cabine da aeronave como uma tomada substituta caso a tomada externa seja bloqueada. Um tubo Pitot-estático integra com eficiência as tomadas estáticas em um Tubo de Pitot. Ele incorpora também um tubo coaxial secundário (ou tubos) com furos de tomada de pressão nas laterais do tubo, fora do fluxo direto do ar, para medir a pressão estática. 
Um exemplo de tomada estática diferente é a do Paulistinha CAP-4, que utiliza como fonte primária uma tomada estática dentro da cabine. 
Quando a aeronave sobe, a pressão estática diminui.

### Pressão múltipla
Alguns sistemas Pitot-estático incorporam tubos únicos que contém tomadas transmissoras de pressão múltiplas, que permitem a sensibilidade à pressão do ar, ângulo de ataque e ângulo de deriva. Dependendo do projeto, tais tubos podem possuir 5 ou 7 furos. Técnicas de medição da pressão diferencial podem ser usadas para produzir indicações de ângulo de ataque e ângulo de deriva.

## Instrumentos que utilizam o sistema

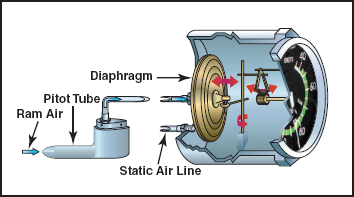
Diagrama de um velocímetro mostrando as fontes de pressão de ambos o Tubo de Pitot e a tomada estática

O sistema Pitot-estático obtém as medidas de pressão para serem interpretados pelos instrumentos Pitot-estáticos. As explicações abaixo são para instrumentos tradicionais, mecânicos, mas muitas aeronaves modernas utilizam um ADC (em inglês:  air data computer) para calcular a velocidade, razão de subida, altitude e número Mach. Em algumas aeronaves, dois ADC recebem as pressões total e estática de dois tubos de pitot e tomadas estáticas independentes, e o computador de dados de voo compara a informação de ambos os computadores, verificando um contra o outro. Existem também alguns instrumentos standby, que são instrumentos pneumáticos redundantes caso os instrumentos primários falhem.

### Velocímetro
O velocímetro é conectado em ambas as fontes de pressão, do Pitot e estática. A diferença entre uma e outra é chamada de pressão dinâmica. Quanto maior a pressão dinâmica, maior a velocidade. Um velocímetro mecânico tradicional contém um diafragma de pressão que é conectado ao tubo de pitot. O instrumento é selado e possui conexão com a tomada estática. Quanto maior a velocidade, maior a pressão de impacto, maior será a pressão exercida no diafragma, e maior será o movimento da agulha através da conexão mecânica.

### Machímetro
Aeronaves projetadas para operar em velocidades transônicas ou supersônicas devem possuir um machímetro. O machímetro é utilizado para mostrar a razão entre a velocidade verdadeira e a velocidade do som. A maior parte das aeronaves supersônicas são limitadas a um número Mach máximo, conhecido como "Limite Mach". O número Mach é mostrado no machímetro como uma fração decimal.

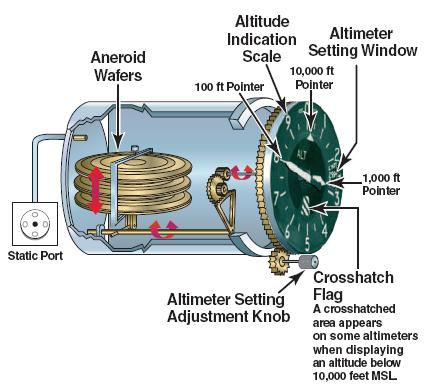
Diagrama de um altímetro

### Altímetro
O altímetro de pressão, conhecido também como altímetro barométrico, é utilizado para determinar mudanças na pressão do ar que ocorrem quando a altitude de uma aeronave muda. Os altímetros devem ser calibrados antes do voo para registrar a pressão como uma altitude acima do nível do mar. O instrumento é vedado e tem uma saída para a tomada estátida. Dentro do instrumento, há um barômetro aneróide selado. Uma vez que a pressão caia, o barômetro se expande, sendo traduzido mecanicamente em determinação de altitude. O inverso é também verdade, quando descendo de mais altas para mais baixas altitudes.

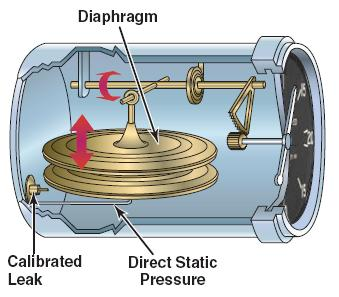
Um variômetro

### Variômetro
O variômetro (conhecido também como em inglês:  Climb, VSI ou VVI), é o instrumento Pitot-estático utilizado para determinar se uma aeronave está ou não voando nivelado. O variômetro mostra especificamente a razão de subida ou descida, sendo medida em pés por minuto ou metros por segundo. A velocidade vertical é medida através de uma conexão mecânica com um diafragma localizado no interior do instrumento. A área ao redor do diafragma possui conexão com a tomada estática através de uma vazão calibrada (conhecido também como "difusor restrito"). Quando a aeronave começa a ganhar altitude, o diafragma começa a se contrair em uma razão mais rápida do que a vazão calibrada, fazendo com que a agulha mostre uma razão de subida positiva. O reverso desta situação é verdade quando a aeronave está descendo. A vazão calibrada varia de modelo para modelo, mas o tempo médio para o diafragma equalizar a pressão é entre 6 e 9 segundos.

## Erros do Sistema Pitot-estático
Existem várias situações que podem afetar a precisão dos instrumentos Pitot-estático. Algumas destas envolvem a falha do próprio sistema - que pode ser classificado como "falhas no sistema" - enquanto outros são resultado de instrumentos com falha ou outros fatores ambientais - que podem ser classificados como "erros inerentes".

### Falhas no sistema

#### Tubo de Pitot bloqueado
Um Tubo de Pitot bloqueado é um problema no Pitot-estático que afeta apenas as indicações do velocímetro. Um tubo de Pitot bloqueado irá fazer com que o velocímetro registre um aumento na velocidade quando a aeronave sobe, mesmo se a velocidade real estiver constante (desde que o dreno também esteja bloqueado). Isto é causado pelo fato da pressão no sistema de Pitot permanecer constante, enquanto que a pressão atmosféria (e a pressão estática) estão diminuindo. Ao contrário, o velocímetro irá indicar uma queda na velocidade quando a aeronave desce. O Tubo de Pitot é suscetível a ficar bloqueado por gelo, água, insetos ou outros objetos. Por esta razão, agências reguladores de aviação, tais como a FAA, recomendam que o Tubo de Pitot seja verificado antes de qualquer voo. Para prevenir a formação de gelo, muitos tubos de pitot são equipados com um elemento aquecedor. Um tubo de pitot aquecido é requerido em todas as aeronaves que possam voar em IFR, exceto aeronaves certificadas como experimentais.

#### Tomada estática bloqueada
Uma tomada estática bloqueada é uma situação mais séria, uma vez que afeta todos os instrumentos baseados no sistema Pitot-estático. Uma das causas mais comuns de uma tomada estática bloqueada é o congelamento da fuselagem. Uma tomada estática bloqueada irá fazer com que o altímetro congele em um valor constante, a altitude na qual a tomada ficou bloqueada. O variômetro irá também congelar, indicando sempre zero, não mudando de forma alguma, mesmo que a aeronave esteja variando sua velocidade vertical. O velocímetro irá apresentar características contrárias ao tubo de Pitot bloqueado, fazendo com que a velocidade indicada seja menor do que realmente é quando a aeronave sobe. Quando a aeronave estiver descendo, estará apresentando um valor maior do que a velocidade real. Na maior parte das aeronaves com cabines não pressurizadas, uma fonte alternativa de pressão estática está disponível e pode ser selecionada dentro da cabine de pilotagem.

### Erros inerentes
Os erros inerentes podem se dividir em várias categorias, cada uma afetando diferentes instrumentos. "Erros de densidade" afetam instrumentos medindo a velocidade e a altitude. Este tipo de erro é causado por variações de pressão e temperatura na atmosfera. O "erro de compressibilidade" pode aparecer devido à pressão de impacto, fazendo com que o ar se comprima no Tubo de Pitot. Na altitude pressão em condições ISA, a equação da calibração (veja Velocidade calibrada) calcula corretamente a compressão, para que não haja erro de compressibilidade ao nível do mar. Em altas altitudes, a compressão não é corretamente calculada e irá fazer com que o instrumento mostre um valor maior que a Velocidade equivalente. Uma correção pode ser feita através de uma tabela. Os erros de compressibilidade se tornam significantes em altitudes acima dos 10 000 ft (3 050 m) e em velocidades maiores que 200 kn (370 km/h). Histerese é um erro que é causado por propriedades mecânicas de cápsulas aneroides localizadas dentro dos instrumentos. Estas cápsulas, utilizadas para determinar a diferença entre pressões, possuem propriedades físicas que resistem à mudança por permanecerem em uma determinada forma, mesmo que as forças externas tenham mudado. "Erros reversos" são causados por uma falsa leitura na pressão estática. Esta falsa leitura pode ser causada por grandes mudanças anormais no pitch da aeronave. Uma grande mudança no pitch irá fazer com que com que o indicador mostrasse temporariamente um movimento na direção contrária. Erros reversos afetam primariamente os altímetros e os variômetros.

#### Erros de posição
Outra classe de erros inerentes é o erro de posição. Um erro de posição é produzido pela pressão estática da aeronave estar diferente da pressão do ar remota da aeronave. Este erro é causado pelo fluxo de ar através da tomada estática em uma velocidade diferente da velocidade verdadeira da aeronave. Os erros de posição podem ser erros positivos ou negativos, dependendo em um de vários fatores. Estes fatores são: velocidade, ângulo de ataque, peso da aeronave, aceleração, configuração e, em caso de helicópteros, o downwash causado pelo rotor. Existem duas categorias de erros de posição, sendo os "erros fixos" e os "erros variáveis". Os erros fixos são definidos como erros específicos para um modelo de aeronave. Os erros variáveis são causados por fatores externos, como painéis deformados obstruindo o fluxo de ar ou situações particulares que possam sobrecarregar a aeronave.

#### Erros de atraso
Os erros de atraso são causados pelo fato de que as mudanças na pressão estática ou dinânima fora da aeronave requerem uma quantidade finita de tempo para se apresentarem finalmente nos instrumentos. Este tipo de erro depende no comprimento e no diâmetro dos tubos, assim como o volume dentro dos instrumentos. O erro de atraso só é significante no momento em que a velocidade ou a altitude estão se alterando. Não é uma preocupação para voo reto nivelado.

## Desastres aéreos relacionados com o Sistema Pitot-estático
- 1 de Dezembro de 1974 – Executando o Voo Northwest Airlines 6231, um Boeing 727 se acidentou a noroeste do Aeroporto Internacional John F. Kennedy durante a subida em rota para o Aeroporto Internacional de Buffalo Niagara devido ao bloqueio do Tubo de Pitot por congelamento.
- 6 de Fevereiro de 1996 – O Voo Birgenair 301 se acidentou no mar logo após a decolagem devido a leituras incorretas do velocímetro. A suspeita é de que um Tubo de Pitot foi bloqueado (isto nunca foi confirmado, pois a aeronave não foi recuperada).[7]
- 2 de Outubro de 1996 – O Voo Aeroperú 603 se acidentou devido ao bloqueio das tomadas estáticas. As tomadas estáticas no lado esquerdo da aeronave foram tampadas enquanto a aeronave estava sendo encerada e limpa. Após a conclusão deste trabalho, as fitas que as tampavam não foram removidas.[8]
- 23 de Fevereiro de 2008 – Um bombardeiro B-2 se acidentou em Guam devido a umidade nos sensores.[9]
- 1 de Junho de 2009 – A autoridade francesa de aviação civil BEA concluiu que o congelamento do Tubo de Pitot foi um fator contribuinte na queda do Voo Air France 447.[10]